# サインはV
『サインはV!』（サインはブイ）は、神保史郎、望月あきらの漫画作品。『サインはV』はその漫画を原作とした実写映画もしくはテレビドラマ。
原作である漫画作品のタイトル表記は『サインはV!』だが、その他の作品では「!」を省略して『サインはV』の表記が用いられている。

## 概要
『アタックNo.1』とともに、1964年の東京オリンピック・女子バレーボール"東洋の魔女"の登場から始まった日本のバレーボールブームを巻き起こしたが、当作はもともと「『アタックNo.1』への対抗馬が欲しい」という少女フレンド編集部の要請から企画された。このため『アタックNo.1』がまだ少女マンガ的な路線を残していたのに対し、特訓もあれば魔球もありと『アタックNo.1』との違いを打ち出している。このため漫画もテレビ放映も（初代は）両作品の発表時期はほぼ同時である。
1969年版のテレビドラマはTBS系で放送。実写スポ根ドラマ（スポーツ根性ドラマ）の草分け的番組。大人から子供まで広い年齢層に熱狂的な支持を受け、最高視聴率39.3%、平均視聴率32.3%を誇る大ヒット・ドラマとなった。その後1973年版もTBS系で放送されている。
漫画版の所属チーム名は「立木武蔵」となっているが、ドラマ版では「立木大和」となっている。また、ライバルチームも「ニチボー」から「レインボー」に、「ヤシカ」が「ミカサ」に変更されている。
1969年版は朝丘ユミが主人公。彼女は、バレーボールの練習中に姉を亡くしたため、天性の才能を持ちながらもバレーボールを憎み一度は離れようとしていたが、「立木大和」の牧圭介にスカウトされ、再びバレーボールと向き合おうと決意する。「立木大和」は立木製作所の新設バレーボール部だが、厳しい練習のために退部する選手が続出していた。
1973年版は、前作の4年後という設定で、バレーボールの全国を行脚していた牧圭介が再び登場、新光物産という新チームを結成する。第1話他に、岡田可愛が前作と同じ朝丘ユミ役でゲスト出演した。
1969年版は、不二家の単独提供（不二家の時間）であったが、1973年版は複数社提供となった。

## 漫画
講談社『週刊少女フレンド』に1968年から連載された。

## テレビドラマ（岡田可愛版）
- 放送時期：1969年10月5日 - 1970年8月16日
- 放送時間：日曜夜7時30分 - 8時（不二家一社提供枠『不二家の時間』）
- 放送回数：全45話
- 放送：TBS系

### キャスト（岡田可愛版）
- 朝丘ユミ：岡田可愛
- 牧圭介：中山仁
- 椿麻理（立木大和 → レインボー）：中山麻理
- ジュン・サンダース：范文雀（第10回 - ）
- 松原かおり：岸ユキ
- 久保田さち子：青木洋子
- 小山チイ子：小山いく子
- 岡田きみえ：和田良子
- 泉洋子：泉洋子（第27回 - ）
- 朝丘ミヨ（朝丘ユミの姉）：西尾三枝子
- 朝丘志津（ミヨ・ユミ姉妹の母）：三宅邦子
- 立木大和・社長：十朱久雄
- 高山課長（立木大和・経理課兼監督）：星十郎
- 源さん：木田三千雄、たけ：近松麗江…寮の賄い夫婦
- 八代先生（医務室）：村上冬樹
- 大本龍子（ライバルチーム・ミカサのエース）：林マキ（第7回 - ）
- 村田（椿麻理の父の会社（立木大和の親会社）の秘書）：逗子とんぼ
- コーヒーレストラン「島」のマスター夫婦：塚本信夫、有沢正子
- 三平（八百屋の店員）：土屋靖雄
- 中華料理「共楽」の主人：5代目柳家小さん
- 中華料理「共楽」の息子：ミキ中町
- 麻理の義母：平井道子
- さち子の祖母：立原博
- 泉剛造（洋子の父）：田崎潤
- 和子（ミヨのチームメート）：片山真由美
- 東郷（かおりの見合い相手）：山本紀彦
- 東郷の兄（鹿児島）：福田豊土
- 子犬（チビ）の飼い主夫婦：奥村公延、塩沢とき
- 少年：高野浩幸
- 少年の母親：島田多江
- テツ：中沢治夫
- ゴロー：矢野間啓治
- 社会人野球の監督（牧の友人）：寺島達夫
- 立木大和の課長たち：宮田洋容、日恵野晃、石井宏明
- 雑誌記者：鈴木泰明※ノンクレジット
- スポーツ記者：加藤春哉、柄沢英二、砂川啓介
- 水野（新聞記者）：木島新一
- 実況アナウンサー：羽佐間道夫、田口昂
- ライバルチーム・ミカサの監督：北浦昭義
- 菅原（東都体育大学）：工藤堅太郎
- ライバルチーム・レインボーの監督：高城淳一
- ナレーター：谷津勲 → 納谷悟朗（第3回 - ）

### スタッフ（岡田可愛版）
- 製作：黒田正司
- 監督：竹林進、金谷稔、日高武治
- 脚本：上條逸雄、鎌田敏夫、加瀬高之
- 音楽：三沢郷

### 主題歌（岡田可愛版）
- 主題歌
  - 「サインはV」（作詞：岩谷時子、作・編曲：三沢郷）
    - 歌：麻里圭子、横田年昭とリオ・アルマ
    - 日本ビクター（現：ビクターエンタテインメント）から発売。東芝音楽工業（現：ユニバーサル ミュージック ジャパン）からは富田智子とウインドーズによるカヴァー版が発売。
    - 朝日ソノラマからソノシートも発売された（P58・P69）[3]。
    - 歌唱を担当した麻里は、オファーを受けた際に東宝側から「ブルマ姿の女子が大勢出てくるからヒットする」と言われ面食らったという[4]。
    - なお、麻里によるオリジナルおよび続編の坂口良子版のレコードでは、2コーラスになっているが先述の富田智子や、朝日ソノラマから「アサヒソノラマレコード」（通常のレコード盤）で発売された前川陽子（伴奏はビクター盤と同じ）や、キングレコードから発売された中村晃子によるカバーにおいては3コーラス（麻里版における1番と2番の間に別の歌詞が入り麻里版における2番が3番となる）となっている。理由は不明であるが麻里によればレコーディング時から「2番」はカットされていたという[5]。
- 挿入歌
  - 「この道の果てに」（作詞：岩谷時子、作・編曲：三沢郷）
    - 歌：麻里圭子、横田年昭とリオ・アルマ

  - 「しあわせは 何処かにいるよ」（作詞：岩谷時子、作曲：三沢郷）
    - 歌：ティーカップス

### 放送局（岡田可愛版）
- TBS：日曜 19:30 - 20:00
- 青森放送：水曜 19:00 - 19:30[6]
- 秋田放送：水曜 19:00 - 19:30[6]
- 山形放送：水曜 19:00 - 19:30[6]
- 東北放送：日曜 19:30 - 20:00[7]
- 福島テレビ：日曜 19:30 - 20:00[7]
- 新潟放送：日曜 19:30 - 20:00[7]
- 北陸放送：日曜 19:30 - 20:00[8]
- 朝日放送
- 山陽放送：日曜 19:30 - 20:00
- 山口放送：水曜 19:00 - 19:30[9]
- 南海放送：水曜 19:00 - 19:30[9]
- 高知放送：水曜 19:00 - 19:30[9]

### 映画版
1970年7月18日、東宝系で劇場公開された。監督は竹林進、脚本は上條逸雄。79分。同時上映は『恋の大冒険』（監督 - 羽仁進、主演 - 今陽子）。

## テレビドラマ（坂口良子版）
- 放送時期：1973年10月14日 - 1974年3月31日
- 放送時間：日曜夜7時30分 - 8時
- 放送回数：全24話

※初回同時ネット局では1話カットされて放送された。再放送時には全話放送された。

### キャスト（坂口良子版）
- 江川ゆか：坂口良子
- 牧圭介：中山仁
- 大石奈々：関谷益美
- 浅田ひとみ：高橋ひとみ
- 立花陽子：森政芳子
- 高木香：鹿沼エリ
- 水原絵美：水原ゆう紀
- 島英智子：栗原妙子
- 白川アイ子：松原麻里
- 朝丘ユミ：岡田可愛
- 天草四郎
- 石井富子
- 穂積隆信
- 柳生博
- 伊藤めぐみ
- 夏川圭
- 安原義人
- 柳谷寛
- 柴田鋭子
- 市川治
- 八代駿
- 中山愛子
- 津田京子
- 小沢弘治
- 松下達夫
- 川口敦子
- 佐々木真巳
- 佐々木勝彦
- 近藤宏
- 愛田純
- 水城蘭子
- 大久保正信
- 江守徹
- アナウンサー：山田二郎
- ナレーター：納谷悟朗

### スタッフ（坂口良子版）
- 監督：日高武治、金谷稔、土屋統吾郎
- 脚本：上條逸雄、鴨井達比古
- 音楽：三沢郷

### サブタイトル
- 1～20回はサブタイトルなし
- 21回：怪物スパイカー出現！
- 22回：頑張れ！キャプテンゆか
- 23回：試合場からの脱走！！
- 24回：勝利！！この道は永遠(とわ)に

### 主題歌（坂口良子版）
- オープニング主題歌
  - 「サインはV」（作詞：岩谷時子、作曲：三沢郷、編曲：青木望）
    - 歌：坂口良子
    - 日本コロムビアから発売。大杉久美子によるカヴァー版も存在する[11]。
- 挿入歌
  - 「美しき仲間たち」（作詞：かわいひろし、作曲：三沢郷、編曲：青木望）
    - 歌：坂口良子

### 放送局（坂口良子版）
以下、特記の無い限り全て放送時間は日曜 19:30 - 20:00、同時ネット。
- TBS
- 北海道放送[12]
- 青森テレビ[13]
- 岩手放送[14]
- 山形放送：火曜 18:00 - 18:30[15]
- 東北放送[16]
- 福島テレビ[16]
- 新潟放送[16]
- 富山テレビ：土曜 19:00 - 19:30（1974年に放送）[17]
- 北陸放送[18]
- 信越放送[19]
- テレビ山梨[20]
- 静岡放送[20]

- 中部日本放送[21]
- 朝日放送[22]
- 山陰放送[23]
- 山陽放送[24]
- 中国放送[24]
- テレビ高知[25]
- RKB毎日放送[26]
- 長崎放送[26]
- 熊本放送[26]
- 大分放送[27]
- 宮崎放送[28]
- 南日本放送[28]
- 琉球放送[29]

## その他
- バラエティ番組『邦ちゃんのやまだかつてないテレビ』にて、当作品のパロディコント『サインは2V（ニブイ）』が放送された。
  - 朝丘ユミ役を西田ひかるが演じた。また、本家で朝丘役を演じた岡田も「初代・朝丘ユミ」として登場した。
  - ジュン・サンダースが「ジュン・サンダー杉山清貴」（＝ジュン・サンダース＋サンダー杉山＋杉山清貴）になっており、山田邦子が演じた。
  - コーチの名前が「中山仁」になっており、関根勤が演じた。
  - 必殺技「X攻撃」が「Y攻撃」に変更されている。
- 『もーれつア太郎』第66回Bパートで、当作品のパロディ「サインはブィーべし」が放送。ブタ松一家が社会人チームとバレー勝負をするという話で、「稲妻落とし」ならぬ「雷おこし」という必殺技が登場する。
- 『ウルトラマンタロウ』第50話「怪獣サインはV」で本作品とのコラボが行われ、坂口良子がバレーボールが得意なスチュワーデス志望の女性・ユキ役でゲスト出演し、劇中で怪獣ガラキングと試合をする話があり、このシーンで第2作の主題歌が挿入歌として使用された。
- 1994年に同局で放送された『テレビの王様』で、「サインはV同窓会」が放送、同窓会には岡田可愛・中山仁・小山いく子・青木洋子・泉洋子・林マキが参加したが、范文雀・中山麻理・岸ユキは参加しなかった。番組では同窓会の模様や、第1作の名場面などが放送、ラストには後日談とも言うべきミニドラマ『帰ってきたサインはV〜24年目の稲妻おとし〜』も放送された。
- 1995年にV6が主演したドラマ『Vの炎』には本作品へのさまざまなオマージュがあり、岡田可愛も盲目の元バレー選手、鮎原ユミ[注釈 3]としてゲスト出演した。